# 米洛夫斯科耶湖
55°30′12″N 39°48′30″E / 55.50333°N 39.80833°E
米洛夫斯科耶湖（俄语：Миловское），是俄羅斯的湖泊，位於該國西部，由莫斯科州負責管轄，處於沙圖拉區，長1.34公里、寬0.62公里，面積0.67平方公里，最大水深2.5米。